# Eugen Illés
Eugen Illés, nato Jenö Illés (Debrecen, 28 gennaio 1879 – Budapest, 17 ottobre 1951), è stato un regista, direttore della fotografia e sceneggiatore ungherese del cinema muto.

## Biografia
Nato a Budapest nel 1879, compì gli studi nella sua città e a Berlino, studiando filosofia, astronomia, matematica e musica. Nel 1901, lavorò come ingegnere e scrittore. Nel 1912, venne preso prima come operatore alla macchina da presa e quindi come direttore della fotografia dalla Duskes GmbH, una casa di produzione berlinese. L'anno seguente, passò alla Literaria Film, una nuova compagnia fondata da Alfred Duskes.
Come regista, Illés girò soprattutto film di genere, spaziando dal melodramma alle commedie e al cinema d'avventura. Nel 1915, ritornò in Ungheria girando per diverse case cinematografiche. Dal 1917, fu di nuovo a Berlino dove, per la Neutral-Film, lavorò come regista, sceneggiatore e direttore della fotografia. Diresse il primo adattamento del popolare romanzo Alraune, Alraune, die Henkerstochter, genannt die rote Hanne.
Girò ancora diversi film in Germania ma, nel 1927, abbandonò tutto per ritornare in Ungheria. Nella sua carriera, diresse oltre una cinquantina di pellicole. Curò, inoltre, la fotografia di circa venti film, sceneggiandone sette. Occasionalmente, fu anche scenografo e produttore di un unico film.
Morì a Budapest, il 17 ottobre 1951 all'età di 72 anni.

## Filmografia
La filmografia - basata su IMDb - è completa.

### Regista
- Irrwege (1913)
- Du sollst Vater und Mutter ehren! (1913)
- Wurmstichig (1913)
- Ulk im Film (1913)
- Schwere Stunden (1913)
- Die Sphinx (1913)
- Die Jagd nach einem Mann (1913)
- Die Hand des Schicksals (1913)
- Die eiserne Zeit
- Die Dame mit der Maske, co-regia di Alfred Halm (1913)
- Das Geheimnis des Turmes
- Exzentrische Launen
- Die Zirkusheldin
- Die Stunde der Vergeltung
- Der Todessprung
- Delila
- Das Rennen ums Leben
- Das Millionen-Halsband
- Seelen die sich nachts begegnen
- Romlott emberek közt
- Höseink diadalútja
- Csonka és béna katonák között
- Szulamit
- Monna Vanna (1916)
- Jobb erkölcsöket!
- János vitéz
- Házasság a Lipótvárosban
- Az újszülött apa
- A Világ csak hangulat
- A Grófnö betöröi
- Ringende Seelen
- Mania. Die Geschichte einer Zigarettenarbeiterin (1918)
- Der gelbe Schein, co-regia di Victor Janson e Paul Ludwig Stein (1918)
- Verworrene Wege
- Fiaker Nr. 101
- Fata Morgana
- Alraune, die Henkerstochter, genannt die rote Hanne, co-regia di Joseph Klein (1918)
- Die von der Liebe leben
- Geflüster des Teufels
- Der Schrei des Gewissens
- Leben und Lüge
- Seelen im Sturm
- Moral (1920)
- Wenn Colombine winkt
- Die silberne Fessel
- Die Liebe der Sklavin
- Der Sünde Sold
- Der Eisenbahnkönig, 1. Teil - Mensch und Mammon
- Der Eisenbahnkönig, 2. Teil - Lauernder Tod
- Die ihr Glück verkennen
- Das Spielzeug einer Dirne
- Jeremias
- Die Todgeweihten
- Das gefährliche Alter (1927)

### Direttore della fotografia
- Jugendstürme - Ein Offizersroman, regia di Fritz Bernhardt - cortometraggio (1912)
- Der Gott der Rache - Der Lebensroman eines Fanatikers, regia di Fritz Bernhardt - cortometraggio (1912)
- Ringende Seelen, regia di Eugen Illés (1918)
- Mania. Die Geschichte einer Zigarettenarbeiterin, regia di Eugen Illés (1918)
- Der gelbe Schein, regia di Eugen Illés, Victor Janson e Paul Ludwig Stein (1918)
- Verworrene Wege
- Fiaker Nr. 101
- Fata Morgana
- Alraune, die Henkerstochter, genannt die rote Hanne, regia di Eugen Illés e Joseph Klein (1918)
- Die von der Liebe leben
- Der Schrei des Gewissens
- Leben und Lüge
- Seelen im Sturm
- Moral, regia di Eugen Illés (1920)
- Wenn Colombine winkt
- Die silberne Fessel
- Die Liebe der Sklavin
- Die ihr Glück verkennen

### Sceneggiatore
- Seelen die sich nachts begegnen
- Was She to Blame? Or, Souls That Meet in the Dark
- Szulamit
- Der Schrei des Gewissens
- Der Eisenbahnkönig, 1. Teil - Mensch und Mammon
- Der Eisenbahnkönig, 2. Teil - Lauernder Tod
- Die Todgeweihten

### Scenografo
- Die Todgeweihten

### Produttore
- Der Eisenbahnkönig, 2. Teil - Lauernder Tod